# Гашпар, Тидо
Тидо Иозеф Гашпар (словац. Tido Jozef Gašpar; 7 марта 1893, Раково, Австро-Венгрия (ныне района Мартин, Жилинский край Словакии) — 10 мая 1972, Нове-Замки Словакия) — словацкий политик и идеолог фашистской ориентации, журналист, писатель, драматург, руководитель Управления пропаганды министерства Словацкой республики (1939—1945).

## Биография
Образование получил в Ракове и Мартине. С 18 лет служил матросом на судах в Адриатическом море, в 1919 года — окружной чиновник, начиная с 1922 работал в отделе печати Министерства промышленности Чехословакии. Редактировал еженедельник «Slovenský svet» («Словацкий мир»), позже — редактор официального вестника и член редакции еженедельника «Nový svet» («Новый мир»).
В 1925—1927 заведовал драматургической частью Словацкого национального театра в Братиславе.
С 1938 года работал в словацком автономное правительстве, с 1939 года — руководитель пресс-департамента премьер- министра Словацкой республики.
Член клерикально-националистической Глинковой словацкой народной партии.
В 1940 году назначен временным поверенным в делах Словацкой республики в Швейцарии, в 1941—1945 годах — начальник Управления пропаганды. Один из ведущих идеологов словацкой государственности, построенной на националистическом фундаменте, кроме того, выступал за необходимость союза с нацистской Германией.
В годы 1939—1944 был членом Сейма Словацкой земли.
Автор речи, зачитанной по радио 29 августа 1944 года министром обороны Фердинандом Чатлошем. Речь объявляла о вступлении немецких войск на территорию Словакии, с призывом к гражданам не оказывать никакого сопротивления оккупационным войскам. В результате, большая часть военных гарнизонов в западной и восточной Словакии сохраняли пассивность, не поддержали повстанцев и бездействовали во время немецкой оккупации.
В 1945 году Т. Гашпар был арестован и приговорен к пожизненному заключению. В 1958 году он был амнистирован.
С 1963 года до своей смерти жил в г. Нове-Замки. Похоронен в Братиславе на Андреевском кладбище (Ondrejský cintorín).

## Творчество
Дебютировал в 1920 году со сборником рассказов «Hana a iné novely». Активно сотрудничал со словацкими газетами и журналами. Писал статьи и рассказы, пьесы, занимался переводами.
В 1935 году был награждён государственной литературной премией (за книгу «Námorníci» («Матросы»).

## Избранные произведения
- 1920 — Hana a iné novely
- 1922 — Deputácia mŕtvych
- 1925 — Buvi-buvi
- 1925 — Karambol a iné novely
- 1929 — Pri Kráľovej studni
- 1931 — Červený koráb
- 1931 — Zakliata hora
- 1933 — Námorníci
- 1935 — V cudzine a iné rozprávky
- 1969 — Zlatá fantázia